# Districte de San Isidro (Lima)
San Isidro és un districte de la província de Lima, Perú. Limita al nord amb els districtes de Lince, La Victoria i Jesús María, a l'est amb el districte de San Borja, al sud amb el districte de Surquillo i el districte de Miraflores i a l'oest amb el districte de Magdalena del Mar i l'oceà Pacífic. Té una població estimada de 68.438 habitants. És el districte amb el més alt índex de desenvolupament de tot el país.
La seva àrea total és d' 9,36 quilòmetres quadrats, a 109 metres sobre el nivell del mar.

## Història
En temps de la colònia, en fer-se el primer repartiment de terres, la regió Huallas va ser adjudicada al molt noble senyor Nicolás de Rivera, "El Mozo", fundador de la Ciutat dels Reis.
L'any 1560, Antonio de Rivera, Procurador General, Alcalde i Mestre de Camp de Gonzalo Pizarro, va portar les primeres oliveres que van donar lloc al naixement del Bosc de l'Oliverar. Aquesta heretat, abans de prendre el nom del seu propietari el Comte de San Isidro, que la va adquirir en 1777, va portar el dels seus anteriors amos, entre ells el de Martín Morón, Pedro de Olavarrieta, Tomás de Zumarán i Antonio del Villar. El seu últim propietari colonial va ser Isidro de Cortázar i Abarca comte de San Isidro, l'any 1853 va passar a poder de Gregorio Paz Soldán, i finalment a les mans dels senyors Moreyra i Paz Soldán.
El 1920 es va formar la Compañia Urbanizadora San Isidro Limitada, encomanant-se el projecte d'urbanització a l'escultor Manuel Piqueras Cotolí, que va concebre un pla variat i irregular amb l'afany d'aconseguir un barri pintoresc i segurament amb la il·lusió que presentés un aspecte arquitectònic de certa unitat i caràcter.
La primera urbanització es va estendre al voltant d'El Olivar al llarg del carrer Conquistadores i de l'Ovalo de la quadra 28 de l'avinguda Arequipa. En el mateix parc es van separar per a la venda 41 illes de diverses mides, amb una àrea de 22.400 m².
El 1924 es va autoritzar la urbanització Orrantia, que va constituir un barri d'importància amb una avinguda de primera categoria, com l'Avinguda Javier Prado. El 1925 es va crear la urbanització Country Club, amb l'edifici i el camp de Polo respectivament, que van formar un altre centre de gravetat del districte.
Posteriorment, les urbanitzacions de San Isidro, Orrantia i Country Club es segreguen de Miraflores i passen a formar el nou districte creat per D.L. Nro. 7113 del 24 d'abril de 1931, sent el seu primer Alcalde el Dr. Alfredo Parodi.
La població de 1931 era de 2.131 habitants; i el cens de 1940 va llançar una xifra de 8.778 pobladors.
Actualment, San Isidro s'ha convertit en un dels districtes més bonics i puixants, travessant per un procés de desenvolupament urbà durant els 80 i 90, que el va convertir en el centre financer de la ciutat de Lima; tanmateix, malgrat la modernitat que el caracteritza, encara conserva diverses àrees residencials i importants llegats de la cultura indígena i colonial que, combinats amb els dissenys més refinats arquitectònics, el converteixen en un dels més bonics, tradicionals i històrics districtes de Lima metropolitana.

## Geografia

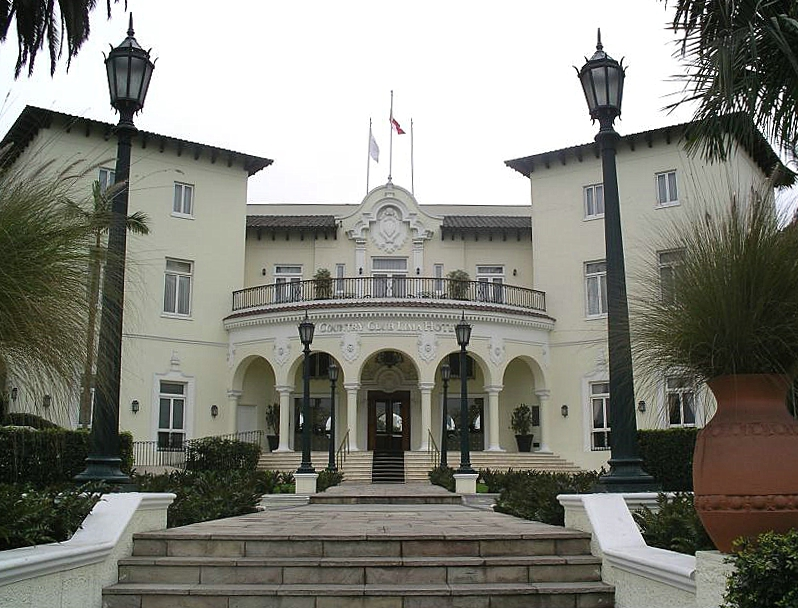
Country Club Lima Hotel

El Districte de San Isidro té una enorme quantitat d'àrees verdes. El bosc El Olivar d'aquesta localitat té diverses hectàrees sembrades d'oliveres fa més de quatre segles i ha estat declarat Monument Nacional el 1959. El Olivar és un parc que destaca dels altres existents en l'hemisferi, constitueix no només un record viu de la història de Lima, sinó un gran pulmó per a la ciutat. Aquí es troba la Biblioteca Municipal de San Isidro (la més completa i amb major activitat cultural de les biblioteques municipals de Lima) i la Llacuna El Olivar, a més de trobar-se una de les zones residencials del districte que es mantenen en l'actualitat.
A San Isidro es troben seus d'importants clubs socials peruans com són el Lima Golf Club i el Reial Club de Lima, entre d'altres. Als voltants d'aquests clubs abunden les cases senyorials, encara que en les últimes dècades s'ha erigit edificis de més de 50 metres, convertint-lo en un dels districtes més moderns de la ciutat de Lima.

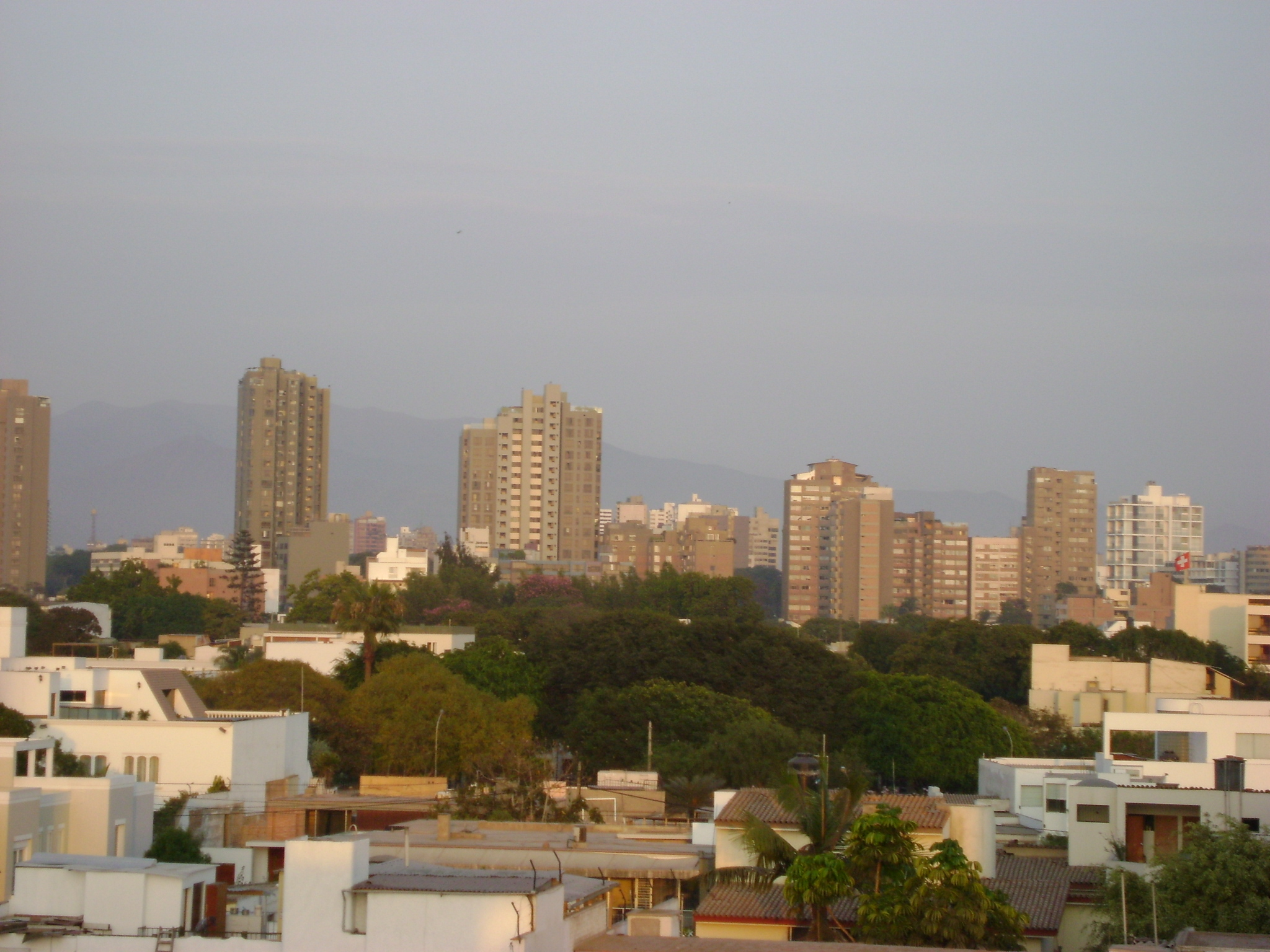
Vista del Districte de San Isidro

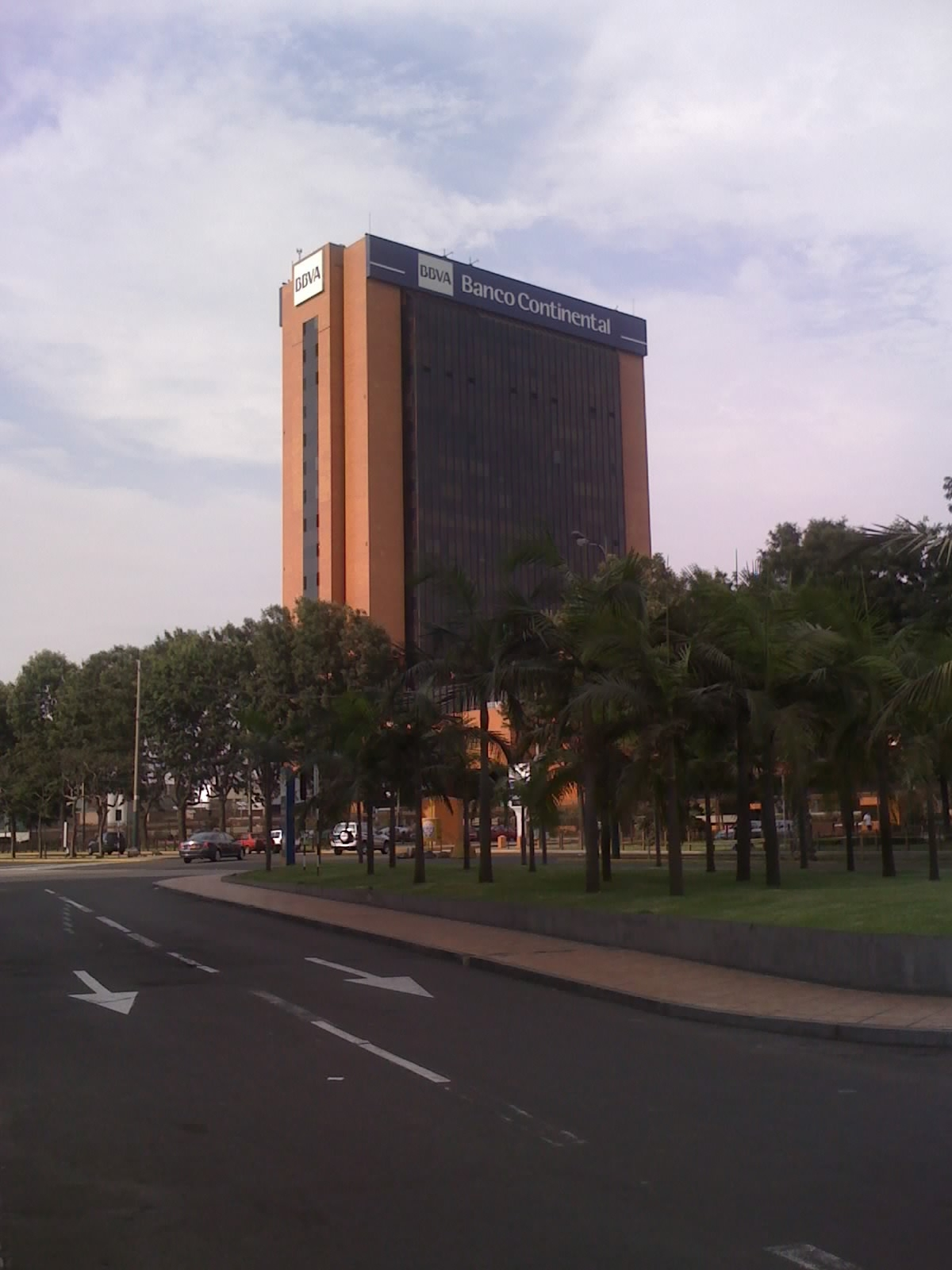
Edifici Banc Continental

San Isidro, a més de ser el centre financer i comercial de Lima, té una gran activitat cultural, amb diversos teatres, galeries d'art, llibreries i cases de cultura.
La següent informació estadística ens dona una idea global del seu actual desenvolupament:
- 28 residències d'ambaixades.
- 21 Bancs principals, 5 agències bancàries, 5 administradores de fons de pensions i 6 societats agents de borsa, que qualifica al Districte de San Isidro com el centre financer del Perú.
- 9 Hotels de 5 estrelles i 34 hotels i hostals d'altres categories; 34 restaurants i 15 centres nocturns de diversió.
- Centres comercials, grans botigues i supermercats que constitueixen atracció per al turista.
- Desenes de monuments, escultures i fonts d'aigua, en homenatge als pròcers de la independència, herois nacionals i personatges il·lustres del districte i intel·lectuals que van destacar en les lletres, en les ciències i en les arts.
- 158 esglésies catòliques com : Parròquia de Nostra Senyora del Pilar, Parròquia de la Medalla Milagrosa i Parròquia de Santa María Reyna, a més de les Sinagogues dels Sefardites, Asquenazites i dels ultra ortodoxos i temples d'altres credos religiosos.
- Compta amb grans centres educatius tant d'índole privat com a estatal. Entre els privats es troben el Colegio San Agustín, Colegio SS.CC. Belén, Colegio Santa Ursula, Colegio Sagrado Corazon Sophianum, Colegio León Pinelo,Colegio Maria Reina i els estatals Isabel la Católica i el col·legi Alfonso Ugarte.

## Demografia
San Isidro té més de 68.000 habitants residents (d'acord amb el INEI, projectat l'any 2006) i una població flotant de no residents de 700.000 persones.

## Autoritats

### Període 2019-2022
- Alcalde: Augusto Cáceres

### Període 2015-2018
- Alcalde: Manuel Velarde

### Període 2011-2014
- Alcalde: Raúl Cantella

### Període 2007-2010
- Alcalde: Antonio Meier

### Període 2003-2006
- Alcalde: Jorge Salmón Jordán